# Conferencia de las Naciones Unidas sobre el Cambio Climático de 2017

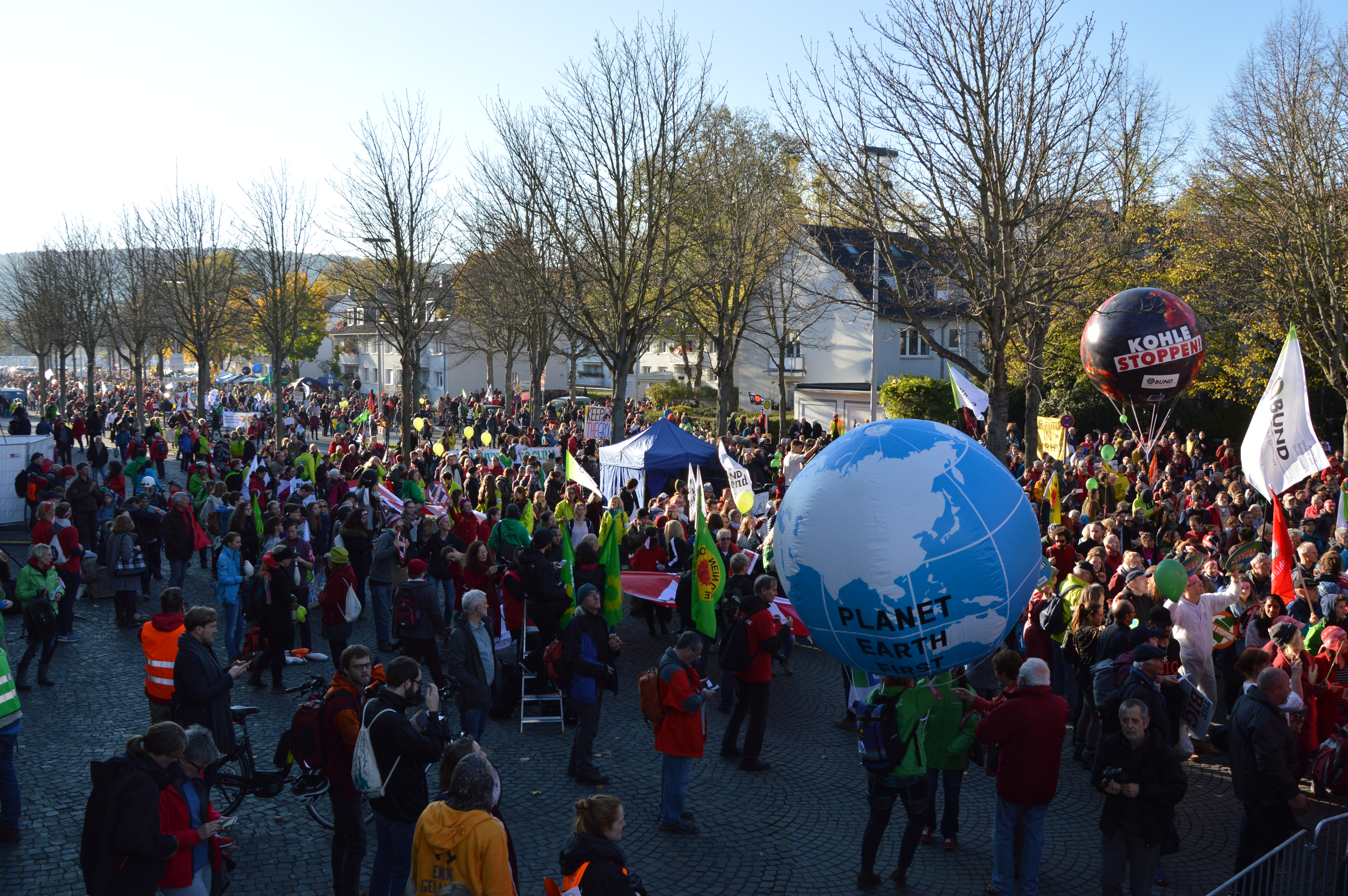
Manifestación en Bonn el 4 de noviembre de 2017

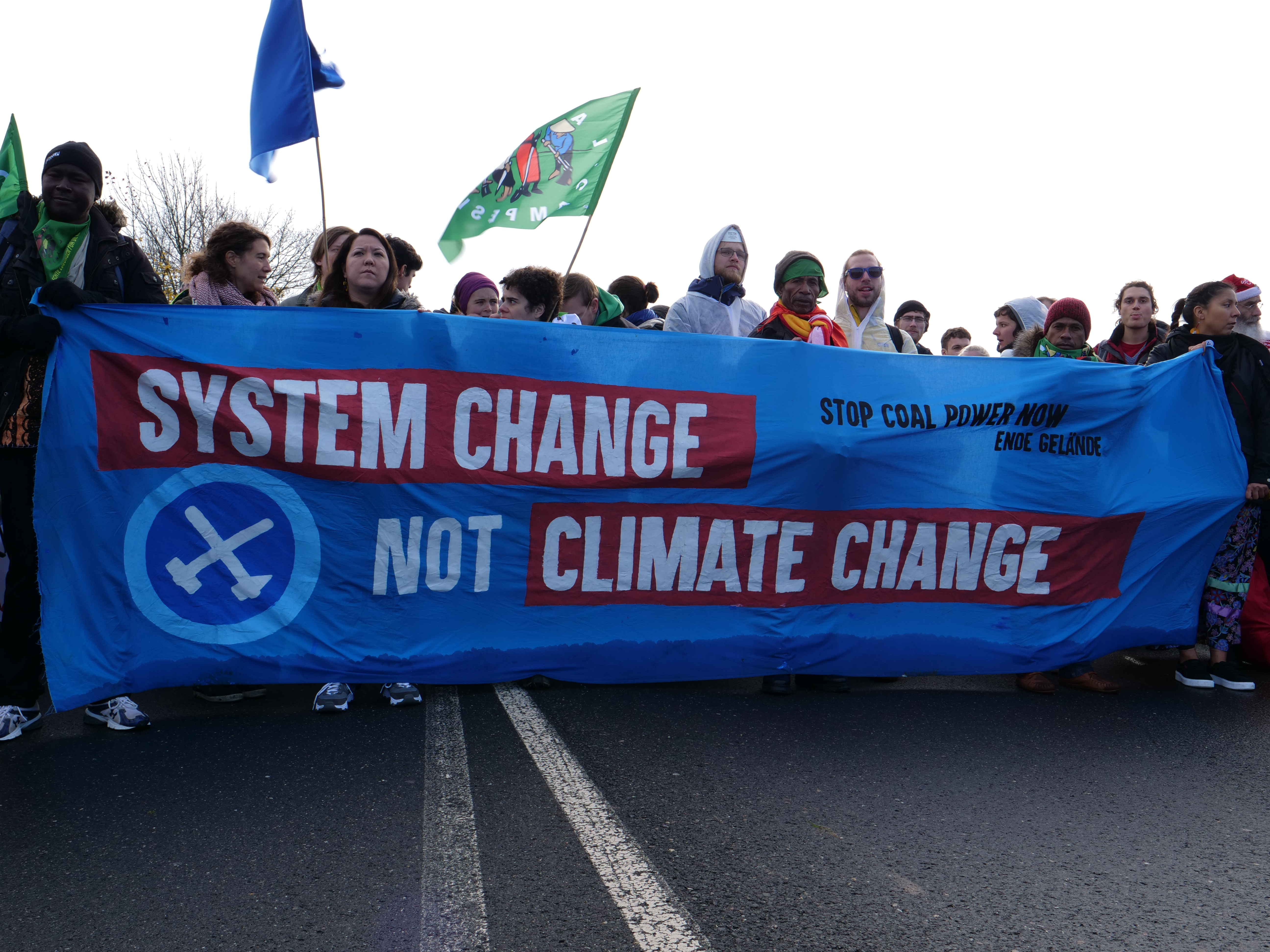
Manifestantes de "Ende Gelände" por la acción contra la crisis climática

La Conferencia de las Naciones Unidas sobre el Cambio Climático de 2017 (COP23) fue una reunión internacional de líderes políticos, actores no estatales y activistas para discutir temas ambientales. Se llevó a cabo en el campus de la ONU en Bonn (Alemania) del 6 al 17 de noviembre de 2017. La conferencia incorporó la vigésimo tercera Conferencia de las Partes de la Convención Marco de las Naciones Unidas sobre el Cambio Climático (CMNUCC), la decimotercera reunión de las partes para el Protocolo de Kyoto (CMP13) y la segunda sesión de la primera reunión de las partes para el Acuerdo de París (CMA1-2 o CMA1.2).
El propósito de la conferencia fue discutir e implementar planes sobre la lucha contra el cambio climático, incluidos los detalles de cómo funcionará el Acuerdo de París después de su entrada en vigor en 2020. La COP fue presidida por el Primer Ministro de Fiji, Frank Bainimarama, lo que marcó la primera vez que un pequeño estado insular en desarrollo asumió la presidencia de las negociaciones. El gobierno alemán proporcionó un aporte considerable de diner que ascendió a más de 117 millones de euros (135,5 millones de dólares) para la construcción de las instalaciones para conferencias.
Aunque la COP23 se centró principalmente en los detalles técnicos del Acuerdo de París, fue la primera conferencia de las partes que tuvo lugar después de que el presidente Donald Trump anunciara que Estados Unidos se retiraría del acuerdo.
La COP23 concluyó con lo que se denominó el 'Impulso de Fiji para la implementación', que describió los pasos que deben tomarse en 2018 para que el Acuerdo de París sea operativo, y además se lanzó el Diálogo de Talanoa, un proceso diseñado para ayudar a los países a mejorar e implementar sus «contribuciones determinadas a nivel nacional» para 2020.

## Resultados
Se logró un progreso significativo en las denominadas "Directrices de implementación del Acuerdo de París", comúnmente conocidas como el «Reglamento de París», que son los detalles que determinarán cómo funcionará el Acuerdo en la práctica. La COP23 dio como resultado el «Impulso de Fiji para la implementación», que reforzó la necesidad de una acción urgente y una mayor ambición. Las Partes acordaron finalizar las Directrices de implementación en la COP24.
En la COP23, el presidente de Fiji anunció su enfoque del Diálogo de Talanoa, conocido anteriormente como Diálogo facilitador. El Diálogo de Talanoa es un proceso inclusivo y participativo diseñado para permitir que los países evalúen el progreso logrado hasta ahora hacia el logro del Acuerdo de París a largo plazo para así ayudarlos a aumentar la ambición de sus Contribuciones Determinadas a Nivel Nacional para 2020. El Diálogo de Talanoa es un precursor de los inventarios mundiales que se realizarán cada cinco años, a partir de 2023.
Durante el evento, comenzó a surgir una brecha entre los países desarrollados y en vías de desarrollo sobre el actuar anterior a 2020. El primer día de la conferencia, los países en vías de desarrollo, incluidos China e India, solicitaron un punto en la agenda para discutir este tema, que se refiere a los recortes de emisiones que los países desarrollados deben realizar antes de 2020 bajo el Protocolo de Kioto. Los países desarrollados se resistieron a esta solicitud, argumentando que este tema se debatía mejor en otros foros. Al final, las Partes acordaron realizar sesiones de balance adicionales en 2018 y 2019 para revisar el progreso en la reducción de emisiones, así como producir dos evaluaciones sobre financiamiento climático en 2018 y 2020. Varios países europeos, incluidos el Reino Unido, Alemania y España, ratificaron la Enmienda de Doha durante la COP23. También durante la COP23, Siria anunció que firmaría el Acuerdo de París, dejando a Estados Unidos como el único país que ha rechazado el pacto.
Los países desarrollados y en vías de desarrollo también acordaron mantener un diálogo con expertos en 2018 sobre el controvertido tema de pérdidas y daños, que explorará opciones para movilizar conocimientos, tecnología y apoyo para las víctimas del cambio climático e informará la próxima revisión del Mecanismo Internacional de Varsovia. en 2019.
Las Partes alcanzaron una decisión histórica sobre agricultura después de seis años de estancamiento. El acuerdo estableció el Trabajo Conjunto sobre Agricultura de Koronivia para desarrollar e implementar nuevas estrategias de mitigación y adaptación del sector agrícola.
Las Partes también finalizaron el Plan de Acción de Género y la Plataforma de Comunidades Locales y Pueblos Indígenas, ambos diseñados para aumentar la participación de grupos tradicionalmente marginados en las Negociaciones Climáticas de la ONU.
Un grupo de 30 países, incluidos Gran Bretaña, Canadá y Nueva Zelanda, lanzaron la Alianza Powering Past Coal con el objetivo de eliminar el carbón de la matriz de generación de energía para 2030.

## Zona de acción climática
Si bien las negociaciones formales se llevaron a cabo en el Centro Mundial de Conferencias de Bonn –llamado Zona Bula– otros actores no estatales se reunieron en la zona de acción climática global –la Zona de Bonn– ubicada en estructuras temporales construidas en el Parque Rheinaue. La Zona estuvo marcada por el espíritu Bula de Fiji y destacó la oleada de actividades e innovación que están llevando a cabo los gobiernos locales, las ciudades, las empresas, los inversores, la sociedad civil, los jóvenes activistas y los hombres y mujeres de la sociedad civil.
Durante la COP23, el Ministerio Federal de Cooperación Económica y Desarrollo (BMZ) de Alemania lanzó la «Alianza Global InsuResilience para Soluciones de Seguros y Financiamiento del Riesgo de Desastres y Clima» con la contribución de 125 millones de dólares. El objetivo de esta iniciativa es brindar seguros asequibles y otros tipos de protección financiera a millones de personas vulnerables en todo el mundo.
Una delegación de líderes subnacionales, encabezada por el gobernador de California –Jerry Brown– y el ex alcalde de la ciudad de Nueva York –Michael Bloomberg– viajó a Bonn para presentar America's Pledge, organización que informa sobre los esfuerzos para mantener los esfuerzos en curso de reducción de emisiones de EE. UU., incluso después del presidente Trump anunció su intención de retirar a Estados Unidos del Acuerdo de París.
Por otra parte, Bloomberg utilizó 50 millones de dólares prometidos para expandir su campaña estadounidense contra el carbón a Europa.
La Presidencia de la COP23 también lanzó el proyecto Ocean Pathway Partnership, que será copresidida por Fiji y Suecia, en un esfuerzo por fortalecer el vínculo entre el combate contra el calentamiento global y la salud de los océanos del mundo.

## Asistentes
Más de 30.000 personas asistieron a la COP23 en Bonn, Alemania.
Los asistentes notables incluyeron:
- Presidente Emmanuel Macron de Franci
- Canciller Angela Merkel de Alemania
- Presidente Baron Waqa de Nauru

A este evento también asistieron los gobernadores de California, Jerry Brown, Michael Bloomberg y Arnold Schwarzenegger .
Asistió el asesor climático David Banks, en representación de la Administración Trump.

### Observadores
La delegación de la Asociación de Empresas de Acción Climática (CABA) a la COP23 en Bonn, Alemania, estuvo encabezada por el Director Ejecutivo, Michael Green, e incluyó a legisladores de la Cámara del Estado de Massachusetts: el Representante Jim Cantwell, el Representante Josh Cutler, el Representante Jen Benson y el Senador Michael Barrett, y Green en las conversaciones sobre el clima. La delegación contó con el apoyo de personal de la Universidad del Nordeste.

## Citas notables
El miércoles 15 de noviembre de 2017, líderes mundiales como António Guterres ( Secretario General de las Naciones Unidas), Emmanuel Macron (Presidente de Francia) y Angela Merkel (Canciller de Alemania) pronunciaron discursos en la conferencia.
- Emmanuel Macron dijo: "La lucha contra el cambio climático es, con mucho, la lucha más importante de nuestro tiempo" y "El cambio climático añade más injusticia a un mundo ya injusto".[21]
- Angela Merkel dijo en particular: "El cambio climático es una cuestión que determina nuestro destino como humanidad; determinará el bienestar de todos nosotros".  El término confiable del uso de carbón para producir electricidad es un tema clave para las organizaciones ambientales, las inversiones de las empresas y en las negociaciones que forman una coalición de Jamaica con Verdes y Demócratas Libres después de las elecciones federales alemanas de septiembre.[22]
- Baron Waqa, presidente de Nauru, agregó que: "Ha llegado el momento de que los países desarrollados estén a la altura de sus responsabilidades".